# 马驹广场

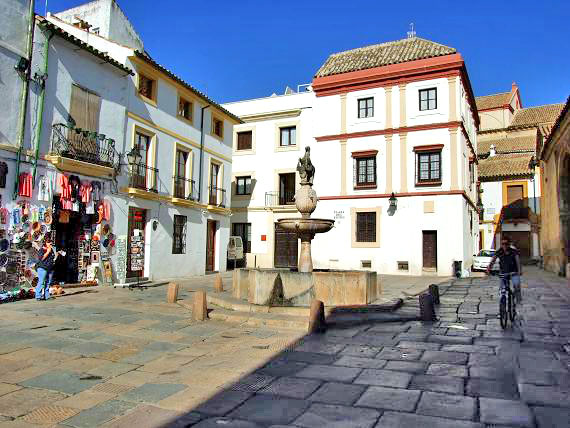
马驹广场，中间是马驹喷泉

马驹广场（Plaza del Potro）是西班牙南部城市科尔多瓦最具代表性的景观之一。
在马驹广场中间，是一个喷泉，其顶部是一个马驹雕像，握着该市的城徽。这个文艺复兴式喷泉可追溯到1577年，广场也因其顶部的马驹而得名。 
马驹广场10号是著名的马驹客栈（Posada del Potro），塞万提斯在唐吉诃德中曾提到过。
37°52′52″N 4°46′29″W / 37.88105°N 4.77484°W